# Anthometrina adriani
Anthometrina adriani is een haarster uit de familie Antedonidae.
De wetenschappelijke naam van de soort werd in 1908 gepubliceerd door Francis Jeffrey Bell.